# Антоніо Байлетті
Антоніо Байлетті (італ. Antonio Bailetti, 29 вересня 1937) — італійський велогонщик.
Олімпійський чемпіон 1960 року в роздільній командній гонці.